# Gretchen am Spinnrade

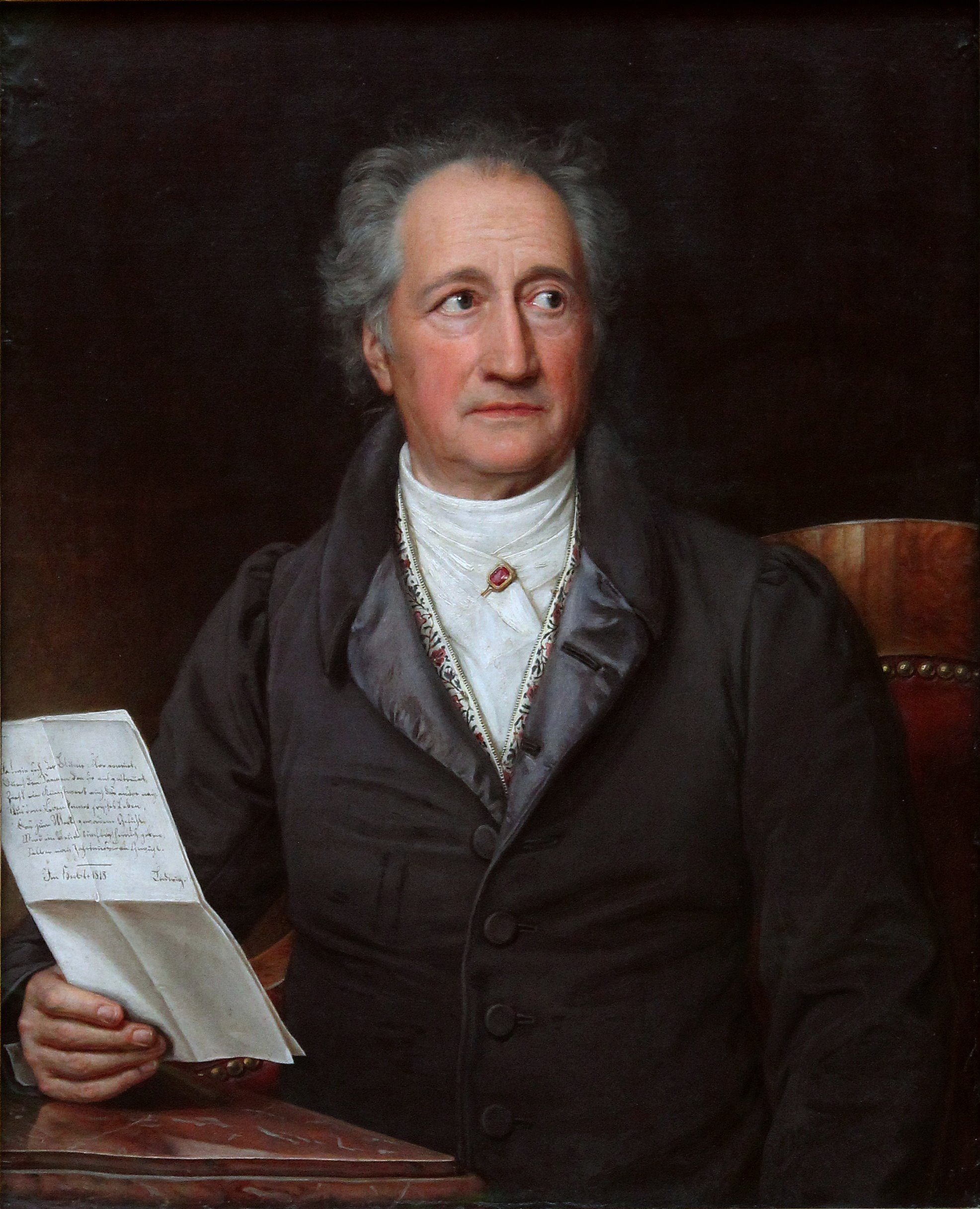
Goethe (Stieler 1828)

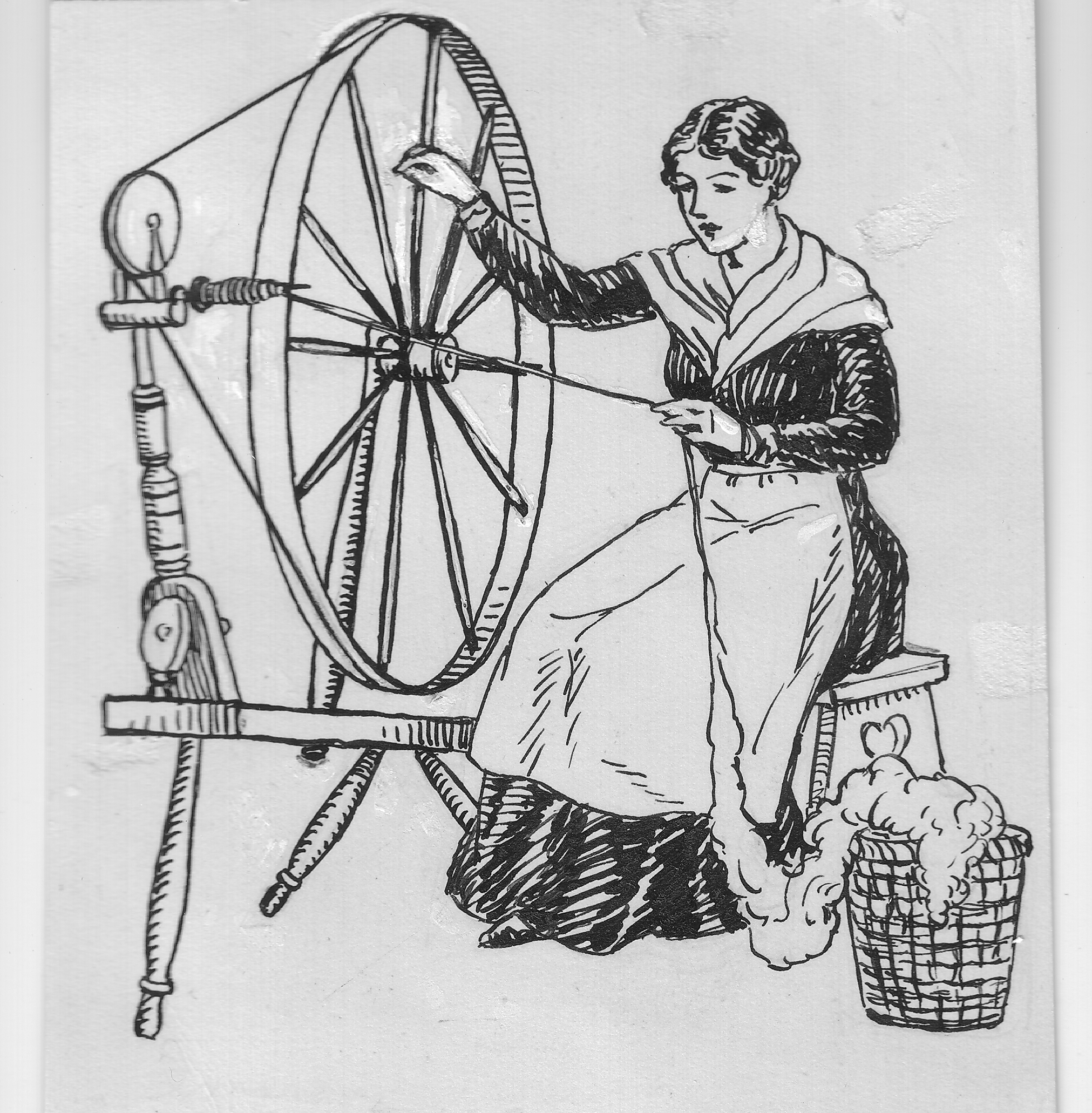
Spinnewiel

Gretchen am Spinnrade is een lied van Franz Schubert (1797-1828) naar een gedicht van Johann Wolfgang Goethe (1749-1832).

## Gedicht
Goethe  heeft zich in verschillende perioden van zijn leven beziggehouden met de Faustlegende uit de zestiende eeuw, gebaseerd op de historische Johann Georg Faust. De oer-Faust is door hem geschreven in 1772-75. Dan volgt een Faust-fragment dat in 1788 is voltooid. Zijn definitieve Faust, deel 1 verschijnt in 1808. Goethe ging ervan uit dat er een behoefte zou zijn aan een vervolg. Maar pas zeventien jaar later hervatte hij zijn arbeid aan Faust, deel 2, dat net voor zijn dood voltooiing vond en in 1832 verscheen.
Het verhaal ontleent zijn apotheose aan de christelijke traditie, in casu de vereniging van de bijna definitief in de handen van de duivel Mefisto gevallen Faust en zijn geliefde Gretchen in de hemel. Faust sloot een pact met de duivel die God uitdaagde dat hij erin zou slagen Faust zijn ziel te verkopen.
Goethe ontleende de figuur van Gretchen aan de gelijknamige dienstmeid die in zijn geboortestad Frankfurt te dood werd veroordeeld voor de moord op haar pasgeboren kind. De rusteloos kennis vergarende Faust zou ontleend zijn aan de hyperactieve naturalist Alexander von Humboldt, met wie Goethe omging.

### Analyse
Het vers Gretchen am Spinnrade bestaat uit tien strofen over drie delen, waarvan elk deel met de allereerste strofe begint. De vierdelige strofen of kwatrijnen kennen, met uitzondering van de tweede strofe die een gepaard rijm (aabb) vertoont, een gebroken rijm (abcb). Elke regel kent de jambische maat, twee versvoeten van achtereenvolgens een onbeklemde en een beklemde lettergreep (= ==). Dit levert een cadans op die het voortdurend draaien van het spinnewiel in de tekst kan suggereren.

## Muziek

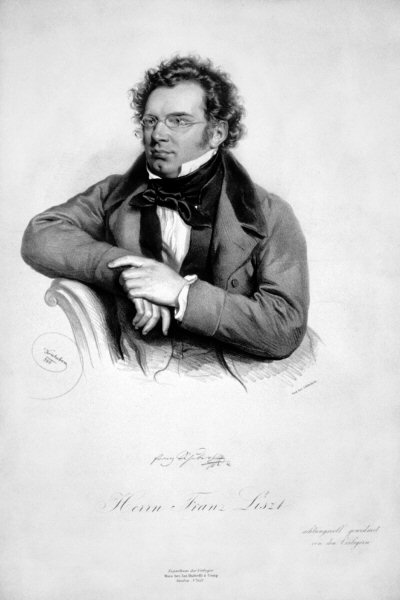
Franz Schubert

Schubert schreef Gretchen am Spinnrade (Opus 2, D118) op 19 oktober 1814, drie maanden voor zijn achttiende verjaardag, zijn eerste tot op heden succesvolle lied. Er zouden tijdens zijn korte leven nog ruim zeshonderd liederen volgen.

### Analyse[bron?]
De rechterhand van de begeleiding imiteert het onophoudelijke ronddraaien van het spinnewiel en de linkerhand de voetpedaal. Het begin in d-klein zet de smachtende toon wanneer Gretchen aanvangt over haar hartpijn te zingen (“Meine ruhe ist hin/Mein Herz ist schwer”). Het eerste deel gaat vervolgens van d-klein naar c-klein, a-klein, e-klein, F-groot, en keert terug naar d-klein. Samen met het crescendo bouwt dit spanning op die zich pas oplost bij het uitgangspunt, circulair als het spinnewiel. Het lied moduleert naar F-groot wanneer Gretchen het over Faust gaat hebben (“Sein hoher gang/Sein’ edle Gestalt”). De linkerhand laat de pedaal van het spinnewiel los en verandert in blokakkoorden, akkoorden direct onder de melodie gebouwd. De afwezigheid nu van het consistente ritme van het wiel, Gretchen stopt, illustreert het verlies van haar stabiliteit en werkelijkheidszin wanneer zij zwijmelt over Faust. In dit deel neemt de spanning toe met hoger tempo, luidere dynamiek en hogere tonen van de sopraan en bereikt zijn piek als Gretchen Faust zijn kus voor de geest haalt (“Und ach, sein Kuß”). Evenals in het voorafgaande deel keert de muziek naar D-klein terug wanneer Gretchen het spinnen hervat. In de eerste strofe van het derde deel escaleert Gretchen in intensiteit veel sneller dan in de vorige delen. Maar de voetpedaal-linker hand blijft present, houdt haar met andere woorden wel bij de werkelijkheid. Zij laat sneller dan eerder haar fantasieën los, wanneer zij zich realiseert dat zij en Faust nooit een paar zullen worden. Het lied eindigt zoals het begon in D-klein met de allusie van het spinnewiel: aan de werkelijkheid ontkom je niet.

## Liedtekst
Gretchen am Spinnrade
Meine Ruh' ist hin,

Mein Herz ist schwer;

Ich finde sie nimmer

Und nimmermehr.

Wo ich ihn nicht hab'

Ist mir das Grab,

Die ganze Welt

Ist mir vergällt.

Mein armer Kopf

Ist mir verrückt,

Mein armer Sinn

Ist mir zerstückt.

Meine Ruh' ist hin,

Mein Herz ist schwer;

Ich finde sie nimmer

Und nimmermehr.

Nach ihm nur schau' ich

Zum Fenster hinaus,

Nach ihm nur geh' ich

Aus dem Haus.

Sein hoher Gang,

Sein' edle Gestalt,

Seines Mundes Lächeln,

Seiner Augen Gewalt,

Und seiner Rede

Zauberfluß,

Sein Händedruck,

Und ach sein Kuß!

Meine Ruh' ist hin,

Mein Herz ist schwer,

Ich finde sie nimmer

Und nimmermehr.

Mein Busen drängt

Sich nach ihm hin.

Ach dürft ich fassen

Und halten ihn!

Und küssen ihn

So wie ich wollt',

An seinen Küssen

Vergehen sollt'!